# خودرو انفجاری ۲۰۱۹ ریحانلی
خودرو انفجاری ۲۰۱۹ ریحانلی (به انگلیسی: 2019 Reyhanlı car bombing) در ۵ ژوئیه در استان ختای ترکیه رخ داد. این انفجار در شهر ریحانلی حداقل ۳ نفر از مردم سوریه را کشته و یک نفر را زخمی کرد.

## بمب‌گذاری
انفجار بمب در یک خودرو حامل شهروندان سوری در استان ختای و در نزدیکی مرز سوریه صورت گرفت. به‌نظر می‌رسد که تمامی قربانیان از مردم سوریه بودند.

## پیشینه
در ۱۱ مه ۲۰۱۳، دو خودروی بمب‌گذاری شده باعث مرگ دست‌کم ۵۲ نفر شد و ۱۴۰ نفر دیگر مجروح شدند.